# Cmentarz ewangelicki w Junikowie
Cmentarz ewangelicki w Junikowie – niewielki cmentarz założony pomiędzy 1906 a 1913 przez Komisję Kolonizacyjną Prus Zachodnich i Poznańskiego u zbiegu ulic Jawornickiej (Jauer Weg) i Bełchatowskiej (Strehlener Weg).

## Historia
Przeznaczony był dla potrzeb niemieckich rodzin osiedlających się na terenie Junikowa (obecnie wchodzącego w skład osiedla administracyjnego Junikowo). Od 1920 roku należał do ewangelickiej parafii w Żabikowie.
Zlikwidowany, najprawdopodobniej bez ekshumacji, w 1948. Odbyło się na nim nie więcej niż dwadzieścia pochówków, najpewniej wszystkie przed 1920. Cmentarz funkcjonował wraz z kostnicą, która umiejscowiona była przy ulicy Junikowskiej (Tarnowitzer Weg). Mieściła
się w niej później remiza Ochotniczej Straży Pożarnej. Z czasem przerobiono ją na mieszkania (lata 50. XX wieku), aż ostatecznie ją rozebrano.